# Frank John William Goldsmith
Frank John William Goldsmith, Jr. (19 de dezembro de 1902 — 27 de janeiro de 1982), foi um jovem passageiro da terceiro classe do  RMS Titanic e sobrevivente do naufrágio em 15 de abril de 1912. Posteriormente escreveu um livro sobre suas experiências no navio, com o título de Echoes In the Night: Memories of a Titanic Survivor (1991), que é mostrado no documentário Titanic: The Legend Lives On (1994).

## Vida antes da viagem doTitanic
Frank Goldsmith [Jr.] nasceu em Kent, Inglaterra, filho de Frank e Emily (nascida Brown) Goldsmith. Seu pai era originalmente de Tonbridge. Seus pais se casaram em alguma época entre outubro e dezembro de 1901, e Frank nasceu no dezembro seguinte.  No começo de 1905, nasceu seu irmão mais novo, Albert John "Bertie" Goldsmith, que morreu no fim de 1911 de difteria.

## A bordo do RMSTitanic
Goldsmith e seus pais embarcaram no RMS Titanic em Southampton como passageiros da terceira classe, com destino à Detroit, Michigan. Seus pai, fabricante de ferramentas, trazia sua mala de ferramentas com ele; estes foram armazenados no porão do navio. Os acompanhando estavam Thomas Theobald, amigo de Frank Sr. e Alfred Rush, filho de um amigo da família. Ambos comemoraram seu 16º aniversário em 14 de abril a bordo do navio, celebrando sua passagem de garoto para homem pois não deveria usar somente bermudas mas agora calças longas.
O garoto de 9 anos passou seu tempo a bordo do navio brincando com um grupo de garotos que falavam a língua inglesa com mais ou menos sua idade:  Willie Coutts, Harold Goodwin, William Johnston, Albert e George Rice, e James e Walter van Billiard. Os garotos escalaram as gruas de bagagem e foram  até as salas de caldeiras para olhar os carvoeiros e foguistas no trabalho. Destes garotos, apenas Goldsmith e  Coutts sobreviveriam ao naufrágio.
Quando o navio atingiu o iceberg na noite de 14 de abril de 1912, Frank Sr. acordou Emily e Goldsmith, e juntamente com Theobold e Rush, se dirigiram para o fim do convés dos botes, onde o Desmontável C estava sendo carregado. Havia um círculo de tripulantes em volta dele, permitindo que apenas mulheres e crianças passassem.  Goldsmith escreveu sua experiência: "Mamãe e eu então, fomos permitidos pela passagem e o tripulante responsável conseguiu agarrar o braço de Alfred Rush para puxá-lo, porque ele deve ter sentido que o jovem não era muito mais velho do que eu e ele não era muito alto para sua idade, mas Alfred não estava paralisado. Ele sacudiu o braço da mão do marinheiro e, com a cabeça erguida, disse, e cito, 'Não! Eu vou ficar aqui com os homens.' Aos 16 anos de idade, ele morreu como herói." Theobold deu à Emily seu anel de casamento, perguntando se ela poderia dar à sua esposa se ele não sobrevivesse. Goldsmith posteriormente se lembrou: "Meu pai se abaixou e me acariciou no ombro e disse, 'Até logo, Frankie, te verei mais tarde.' Ele não me viu e ele deveria saber que não veria." Goldsmith Sr., Theobold e Rush morreram no naufrágio. Dos três, apenas o corpo de Theobold foi recuperado.
O jovem Goldsmith e sua mãe foram resgatados pelo RMS Carpathia no Desmontável C. Assim que o Carpathia tomou rumo a Nova Iorque, para tirar a atenção de Frank do naufrágio, a Sra. Goldsmith confiou-lhe aos cuidados de um dos foguistas sobreviventes do Titanic, Samuel Collins. Enquanto a Sra. Goldsmith estava ocupada costurando roupas feitas de cobertores, para mulheres e crianças que haviam deixado o navio com apenas as roupas do corpo, Frank acompanhou Collins em uma visita aos carregadores de carvão do Carpathia. Eles se ofereceram para fazê-lo um marinheiro honorário, fazendo-o beber uma mistura de água, vinagre e um ovo inteiro cru. Ele orgulhosamente engoliu o ovo à primeira e dali em diante se considerava um membro da tripulação do navio. Goldsmith se lembra do foguista Collins o dizendo: "Não chore, Frankie, seu pai provavelmente estará em Nova Iorque antes de você."

## Depois do naufrágio
Após chegar em Nova Iorque, Goldsmith e sua mãe foram alojados pelo Exército da Salvação, que providenciou passagens de trem até Detroit onde moravam seus parentes. Ele se mudaram para uma casa perto do estádio recém aberto Navin Field, casa do Detroit Tigers. Toda vez que a multidão aplaudia e gritava durante um home run, o som o lembrava dos gritos dos passageiros e da tripulação moribundos na água logo após o navio afundar; como resultado, ele nunca levou seus filhos aos jogos de beisebol.